# Научная библиотека Пермского государственного университета
Нау́чная библиоте́ка ПГНИУ ‒ структурное подразделение Пермского государственного университета, одна из крупнейших библиотек в регионе.

## История (XX в.)
Библиотека начала свою работу в 1916 г. одновременно с открытием Пермского отделения Петроградского университета. Для читателей библиотека открылась в январе 1917 г. в снятом для этого частном доме по ул. Пермской, 41. Коллектив тогда насчитывал семь человек. 
Основу фонда составили книжные пожертвования университетов, научных учреждений, музеев, общественных организаций и частных лиц.
С 1921 г. библиотека с фондом 73 тыс. единиц размещалась в помещении Земской управы по ул. Сибирской. Тогда она была организована как фундаментальная библиотека, а отдельные кафедры и кабинеты формировали свои небольшие собрания изданий. Такая система сохранялась до начала 1970-х гг.
В 1923—1925 гг. при естественных факультетах на Заимке была организована учебная библиотека и оборудована студенческая читальня. Книжные фонды пополнялись за счёт покупки частных библиотек, выписывалась иностранная литература, фонд составлял более 100 тыс. единиц.
В 1930—1931 гг. произошла реорганизация Пермского университета, на его базе были организованы новые высшие учебные заведения. Им была передана большая часть книжного фонда, в университете остался его малая часть, а штат насчитывал четыре сотрудника. После этого всю вторую половину 30-х годов коллектив стремился восстановить библиотеку. Тогда большую поддержку оказала библиотека Московского университета, по собственной инициативе, выслав в Пермь в бессрочное пользование 8 326 книг. Перед войной книжный фонд университетской библиотеки составлял 76 363 документов.
В период Великой Отечественной войны помещения библиотеки были заняты эвакуированным Наркоматом угольной промышленности, не было учёта и охраны литературы. Фонд за военный период сократился до 50 тыс..
В 1945—1949 гг. происходит восстановление фонда, открытие отделов периодической и иностранной литературы, восстановлен обмен изданиями с 113 научными учреждениями страны. К 50 гг. книжный фонд университетской библиотеки без учета периодических изданий составил 252 700 томов.
С 1956 г. библиотека приобретает современную структуру вузовской. Открываются абонементы естественнонаучной и гуманитарной литературы, абонемент учебной литературы для студентов заочного отделения, межбиблиотечный абонемент, активизируется комплектование.
К 1961 г. фонд библиотеки насчитывает полмиллиона, книговыдача также составляет порядка полумиллиона в год. В 1966 г. библиотека получает грамоту Министерства культуры РСФСР «Как лучшая библиотека РСФСР». В этом же году выходит «Библиографический указатель печатных работ сотрудников ПГУ за 50 лет». В структуре библиотеки 10 отделов, штат ‒ 41 сотрудник. Организован Методический Совет библиотеки.
В 1970-71 гг. штат сотрудников достигает 70 человек, происходит реорганизация фондов в связи с выделением основного книгохранения во вновь построенном корпусе. Начинает работу общий читальный зал, обслуживающий литературой из основного книгохранения.
17 октября 1972 года ‒ записана миллионная книга в фонд библиотеки.
В 70-80-е годы в новых корпусах ПГУ выделяются площади для научно-библиографического отдела и отдела периодической литературы, читальных залов химической и естественной литературы. Объём фонда достигает 1,3 млн единиц.
В 1990 году в библиотеке создаётся отдел автоматизации, с 1992 года формируется электронный каталог новых поступлений отечественной и иностранной книги, базы данных статей периодических изданий, редкого фонда. С помощью компьютеров оформляется подписка, выполняется большой объём информационной и справочной работы.
В 1997 году на факультетах открываются два подразделения библиотеки ‒ читальный зал географического факультета и библиотека юридического факультета.

## История (XXI в.)
В 2001 г. открыт зал доступа к электронной информации на пять пользовательских мест. Подключены к общеуниверситетской сети компьютеры в 6 и 9 корпусах. Открыт доступ для читателей к электронным версиям РЖ. Книжны фонд составлял 1,4 млн изданий, из них 786 тыс. научные, 107 тыс. зарубежные, 20 тыс. книг редкие книги.
В 2006 г. отдел художественной литературы преобразован в отдел литературоведения и искусствознания с отраслевым читальным залом, который разместился в корпусе № 8. Начала работать новая автоматизированная система АБИС «Ирбис». Проделана работа по конвертированию баз данных библиотеки из АБИС «МАРК» в «ИРБИС». Получено 46 компьютеров для размещения в читательских зонах отделов обслуживания.
В 2007 г. постановлением Учёного Совета библиотеке был присвоен статус Научная библиотека ПГУ. Началась работа по введению всего фонда в электронный каталог.
В 2011 г. приобретено и установлено современное оборудование, основанное на технологии радиочастотной идентификации: защитные RFID ворота, комплекс контроля и учёта библиотечного фонда, робот приёма книг со станцией автоматической сортировки документов. Благодаря этому была организована электронная книговыдача на базе единой телеинформационной системы ПГНИУ (ЕТИС). У студентов и преподавателей появилась возможность просматривать электронный формуляр в личном кабинете в ЕТИС.
В 2012 году библиотека университета стала одной из площадок Всероссийского библиотечного конгресса, который проводился в Перми. В 2014 г. в библиотеке был организован «Центр по работе с книжными памятниками НБ ПГНИУ» и постоянно действующая экспозиция «Книжные сокровища первого на Урале». В 2015 году библиотека вошла в число победителей Международного открытого грантового конкурса «Православная инициатива». В результате проекта сотрудниками была воссоздана коллекция библиотеки Пермской духовной семинарии. В 2015 году был также реализован проект «Периодическая печать как зеркало эпох». В 2018 году сотрудники библиотеки успешно реализовывали проект обновления читального зала географического факультета «Учёные Пермского университета — экологии», который победил в XVII грантовом конкурсе социальных и культурных проектов «Лукойл-Пермь». В 2016 году в университете состоялось открытие «Библиотеки Сбербанка», фонд пополнился книгами современной отечественной и зарубежной литературой по экономике и бизнесу.

## Руководители
- 1916—1917 ‒ Кадлубовский А. П.
- 1917—1930 ‒ Обнорский Н. П.
- 1930—1936 ‒ Митренина Е. Ф.
- 1936—1939 ‒ Володин А. П.
- 1939—1942 ‒ Берг Д. Н.
- 1942—1943 ‒ Бынов Ф. А.
- 1943—1944 ‒ Чижов В. Е.
- 1945—1946 ‒ Бынов Ф. А.
- 1946—1948 ‒ Шарц А. К.
- 1948—1949 ‒ Шуваева Н. К.
- 1949—1987 ‒ Филиных З. Д.
- 1987—2006 ‒ Рогальникова Р. Н.
- 2006—2011 ‒ Якшина Н. В.
- 2011—2020 ‒ Петрова Н. А.
- С 2020 Соларева С. Н.

## Известные сотрудники
С историей библиотеки связаны имена таких российских ученых, как Николай Петрович Обнорский и Владимир Дмитриевич Инзельберг.

## Библиотека сегодня
В настоящее время в структуре библиотеки пять абонементов, шесть читальных залов на 465 мест. В отделах современное мультимедийное оборудование и модульная мебель, позволяющая легко и быстро менять интерьер. Зонирование помещений позволяет заниматься индивидуальной, коллективной работой и проектной деятельностью в разных частях библиотеки.
Научная библиотека ПГНИУ периодически участвует в городских и университетских мероприятиях таких, как «Ночь в университете», «Библионочь», проводит свои мероприятия, популяризирующие науку и чтение, творческие встречи, обучающие семинары об использовании современных электронно-библиотечных систем и баз данных. Регулярно в отделах библиотеки можно увидеть книжные и художественные выставки.
Кроме этого, сейчас у пользователей библиотеки есть доступ к электронным ресурсам, в которые входят как полнотекстовые электронные библиотеки с учебными и научными изданиями (IPRbooks, «Лань», «Юрайт» и др.), так и российские и зарубежные реферативные базы научной литературы (eLIBRARY.RU, Scopus, Web of Science), а также собственная цифровая мультимедийная библиотека ПГНИУ ELiS, в которую загружаются труды учёных университета.

### Фонд
Фонд библиотеки составляет 1,1 млн единиц, дифференцирован по отраслевому принципу, по видам изданий и назначению. В его состав входит основной книжный фонд на русском и иностранных языках, редкие издания, русская и иностранная периодика. Фонд электронных изданий библиотеки насчитывает около 4,5 млн единиц. Ежегодная выдача книг составляет около 1 млн документов. Библиотекой пользуются более 16 тыс. читателей.

### ELiS
Сотрудник университетского центра «Интернет» разработал электронную библиотеку ELiS. В ней реализованы digital rights management (DRM) — технические средства защиты авторских прав, позволившие загружать электронные издания на мобильные устройства университетского сообщества. Издания выдаются читателям на определённый срок, а затем экземпляры автоматически удаляются с устройства ус помощью подсистемы управления цифровыми правами.

### Библиографический указатель трудов учёных ПГНИУ
В 2016 г. к 100-летию Пермского университета сотрудниками библиотеки был реализован издательский проект «Труды учёных Пермского университета: 1916—2015», в котором учтены печатные и электронные публикации преподавателей университета всех факультетов за сто лет. Пополнение материалов указателя происходит каждый год. Издание даёт представление о направлениях научных исследований факультетов Пермского университета, а также содержит данные об объёме вышедших работ.